# Mijares
Mijares település Spanyolországban, Ávila tartományban. Mijares Serranillos, Gavilanes, Navamorcuende, La Iglesuela, Casavieja, Villanueva de Ávila, Navarrevisca, Burgohondo és Sartajada községekkel határos. Lakosainak száma 731 fő (2024).

## Népesség
A település népessége az utóbbi években az alábbiak szerint változott:
| Lakosok száma | 943  | 904  | 874  | 834  | 861  | 760  | 755  | 701  | 743  | 731  |
|               | 2001 | 2004 | 2006 | 2009 | 2011 | 2014 | 2016 | 2019 | 2021 | 2024 |